# Streptomycyna
Streptomycyna (łac. Streptomycinum) – organiczny związek chemiczny, lek należący do grupy antybiotyków aminoglikozydowych, o wąskim zakresie działania na niektóre bakterie Gram-ujemne oraz na prątka gruźlicy, który jest bakterią Gram-dodatnią.
Po raz pierwszy streptomycyna została wyizolowana z promieniowców Streptomyces griseus 19 października 1943 r. przez doktoranta Alberta Schatza pracującego w laboratorium Selmana Waksmana na Uniwersytecie Rutgersa. Zespół współpracujący z Waksmanem odkrył cały szereg antybiotyków, z których dwa – streptomycyna i neomycyna znalazły szerokie zastosowanie w terapii chorób zakaźnych. Początkowa produkcja streptomycyny została przejęta przez amerykańskie przedsiębiorstwo Merck & Co., które sponsorowało badania Waksmana i 21 września 1948 r. uzyskało patent nr 2 449 866. W 1952 Waksman za swój wkład w odkrycia nowych antybiotyków, w tym przede wszystkim streptomycyny, otrzymał Nagrodę Nobla.
Dawniej powszechnie stosowany, obecnie został zarezerwowany wyłącznie do leczenia gruźlicy. Ten stan rzeczy miał dwie przyczyny. Pierwsza: istnieje niewiele leków aktywnych wobec gruźlicy – powszechne stosowanie streptomycyny w celu leczenia innych zakażeń mogłoby doprowadzić do uodpornienia się prątków gruźlicy. Drugi powód to stosunkowa wysoka toksyczność tego leku. Nowsze leki z grupy aminoglikozydów cechują się rzadszym występowaniem działań niepożądanych oraz wyższą aktywnością wobec bakterii innych niż prątki gruźlicy. Jej dość rzadkie stosowanie nawet w leczeniu gruźlicy związane jest z potencjalnym silnym działaniem ototoksycznym: może wywoływać zaburzenia słuchu i równowagi; ponadto obserwowano: zapalenie nerwu wzrokowego, zaburzenia widzenia, reakcje uczuleniowe (wysypka skórna, choroba posurowicza, gorączka polekowa, nadwrażliwość na światło), zaburzenia czynności nerek i in.; po bardzo dużych dawkach może wystąpić zapalenie mięśnia sercowego i zapaść.

Przeczytaj ostrzeżenie dotyczące informacji medycznych i pokrewnych zamieszczonych w Wikipedii.